# Сею Іто
Сею Іто (яп. 伊藤晴雨, Іто: Сею); 3 березня 1882, Токіо — 28 січня 1961, там же) — японський художник, який вважається «батьком сучасного кімбаку». Життя Іто послужило основою класичного фільму у жанрі романтичного порно «Екзотичний танець красуні: Катування!» 1977 року цей фільм завершує «трилогію періоду Сьови» режисера Нобору Танакі.

## Біографія
Іто народився у кварталі Асакуса. Його справжнє ім'я — Іто Хадзіме (яп. 伊藤一, Іто: Хадзіме). Батько художника був ковалем, і крім малярських занять з 1890 року у школі Нодзави Тею (яп. 野沢堤雨) молодий Іто займався вирізанням по кістці, а потім і скульптурою. У 10 років Іто був зачарований театральною постановкою, в якій фігурувала жіноча героїня у небезпеці, і проніс інтерес до цього жанру через своє життя. Він узяв псевдонім «Сею» (поєднавши у ньому ієрогліфи «чистий» і «дощ») у 13 років (за іншими даними, у 1918 році). Близько 1907 року Іто почав працювати у газетах, і до 1909 року отримав достатню популярність як ілюстратор.
У 1919 році Іто найняв юну натурницю Кісе Сахару (яп. 佐原キセ), яка невдовзі стала його другою дружиною (перший шлюб тривав з 1902 року до літа 1919 року, і переривався бурхливими романами, другий закінчився влітку 1925 року). У 1920—1921 роках вона позувала Іто вагітною.
У 1930-х роках довкола робіт Іто вибухнув цензурний скандал, що призвело до деякого падіння його популярності. Під час масованого бомбардування Токіо авіацією Союзників 10 березня 1945 року більшість робіт Іто згоріло. Після війни в умовах лібералізації цензурних обмежень Іто знову розширив свою діяльність з популяризації жанру «діва в біді». У цей час, з 1946 до 1952 рік, у трьох томах виходить найсерйозніша його літературна праця «Ілюстрована популярна історія злочинів і покарань у Японії» (яп. 日本刑罰風俗図史), написана у співавторстві з Фудзісавой Морихіко (яп. 藤澤衛彦). Всього Іто був автором, співавтором або редактором понад 20 книг.
У 1960 році за внесок у живопис, зокрема, за знамениту серію картин у стилі укійо-е, Іто був нагороджений премією Союзу художників Японії (яп. 日本美術家連盟, Ніхон бідзюцука реммей).

## Галерея
|                                                      |  |  |  |
| Приклади рабіт Сею Іто з журналу 読切ロマンス (1952) |  |  |  |

## Стиль

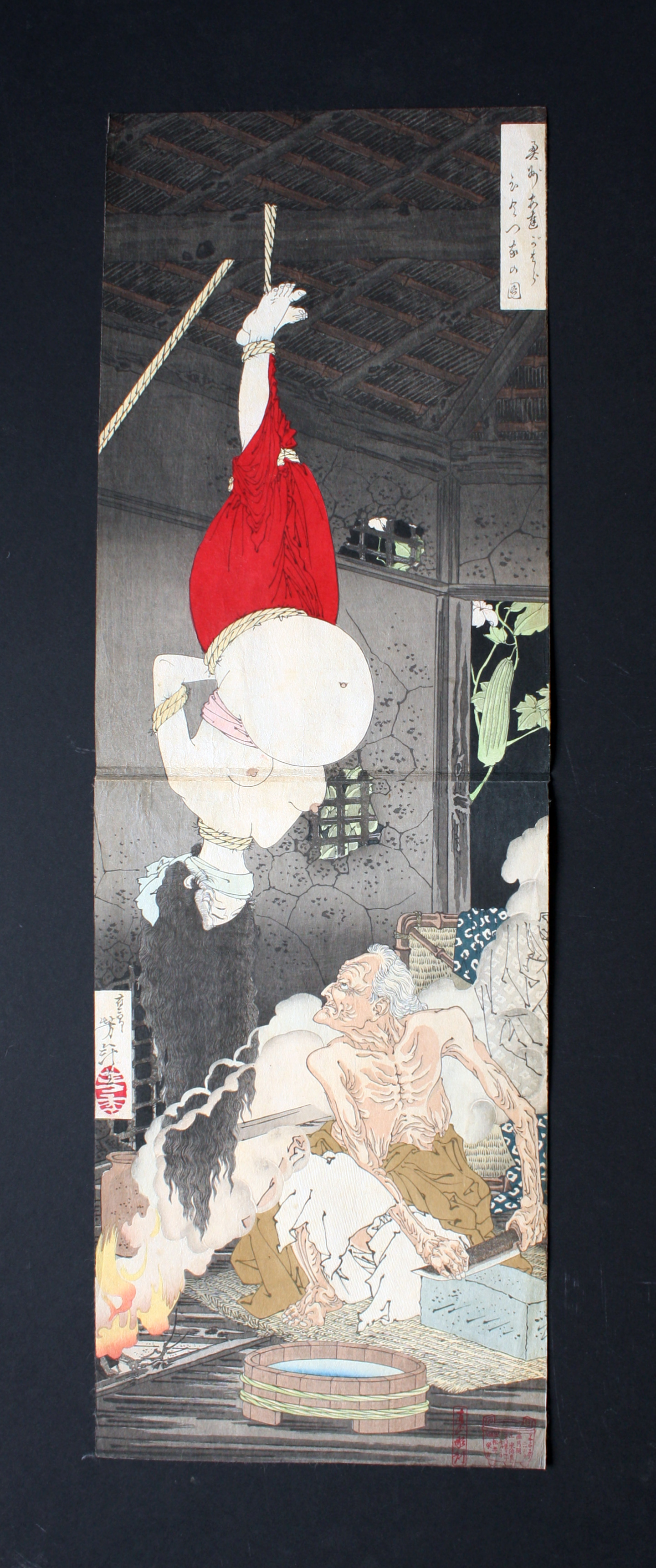
«Самотній будинок на болоті Адаті у провінції Мітіноку», Цукіока Йосітосі, 1885

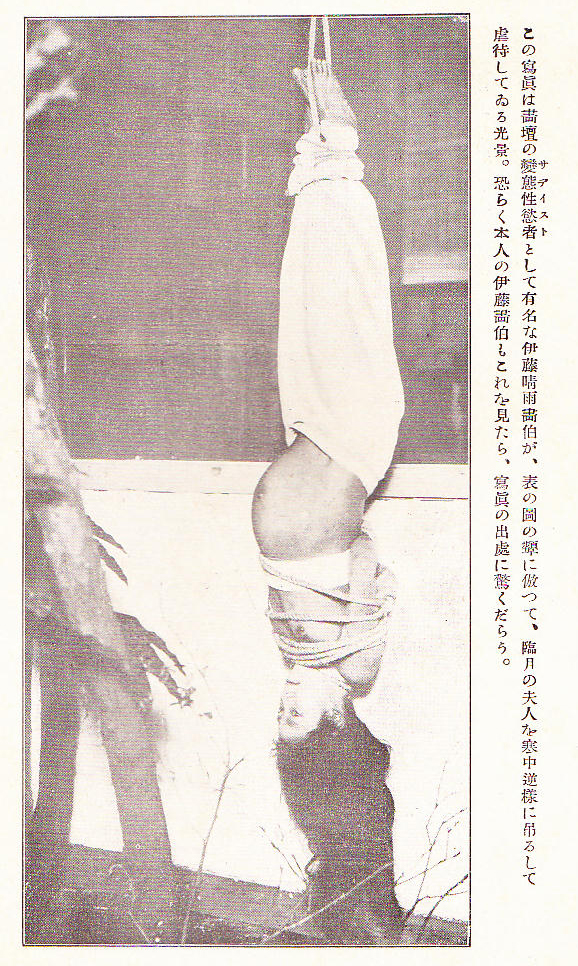
Знамените фото Кісе Сахари 1921 року

Як художник, Іто черпав натхнення з кабукі та інших мистецтв періоду Едо, і невдовзі після Великого кантоського землетрусу опублікував книгу про цей період «Історія Едо та звичаїв Токіо» (яп. 江戸と東京風俗野史, Едо то То:ке: фу:дзоку ясі). Його техніка відтворення тортур епохи Едо полягала в тому, що він зв'язував своїх моделей різноманітними способами, фотографував їх, а потім використовував фотографії як основу для натхнення при створенні картин. Найзнаменитішим був досвід зв'язування його вагітної дружини Кісе з підвішуванням догори ногами для картини, яка відтворює укійо-е «Самотній дім на болоті Адаті у провінції Мітіноку» Йосітосі. З записників художника відомо, що при зовнішньому повторенні тортур він вживав спеціальні запобіжні заходи задля безпеки моделей, що задало загальний напрямок сучасному розвитку подібного мистецтва.